# 1720 a tudományban
Az 1720. év a tudományban és a technikában

## Események
- Edmond Halley lett az Astronomer Royal, vagyis „királyi csillagász”

## Technika
- Jonathan Sisson feltalálja a teodolitot
- Feltalálnak egy korai kronográfot

## Születések
- március 13. - Charles Bonnet természettudós († 1793)
- július 18. - Gilbert White természettudós († 1793)
- James Hargreaves feltaláló († 1778)